# Al-Taawoun
al-Taawoun FC (arabisch نادي التعاون, DMG Nādī t-Taʿāwun) ist ein in Buraida ansässiger Fußballverein, der in der Saudi Professional League, der obersten Liga von Saudi-Arabien, spielt. Der Verein bestreitet seine Heimspiele im King Abdullah Sport City Stadium in Buraida und teilt sich dieses Stadion mit dem Stadtrivalen al-Raed.

## Geschichte
al-Taawon wurde im Jahr 1956 unter dem Namen al-Shabab von Saleh al-Wabili gegründet. Vier Jahre nach der Gründung des Vereins wurden sie 1960 offiziell als Profiverein registriert. Unter der Leitung von Zayed al-Omrani als Präsident etablierte der Verein sich 1995 zum ersten Mal in seiner Geschichte in der höchsten Spielklasse, bevor er in der nächsten Saison wieder abstieg. Zwei Jahre später gelang al-Taawon erneut der Aufstieg in die Saudi Professional League, diesmal sogar als Meister der zweiten Liga. Der Verein stieg dann erneut nach einem Jahr ab. In der Saison 2009/10 gelang al-Taawon zum ersten Mal seit über einem Jahrzehnt der Aufstieg in die Saudi Professional League als Zweiter der zweiten Liga. Am 29. Mai 2016 qualifizierte sich al-Taawon erstmals für die AFC Champions League und belegte in der Saison 2015/16 den vierten Platz in der Liga. Am 2. Mai 2019 gewann al-Taawon den King Cup und damit seinen ersten nationalen Titel, nachdem er Ittihad FC im Finale mit 2:1 besiegte.

## Erfolge
- King Cup: 2019
- Saudischer Supercupsieger: 2019

## Bekannte Spieler
- Mensur Kurtiši (2010–2011)
- Paul Alo'o Efoulou (2013–2016)
- Mounir El Hamdaoui (2016–2017)

## Bekannte Trainer
- Gheorghe Mulțescu (2010–2011)
- Pedro Emanuel (2018–2019)